# 陳國任
陳國任（？—？）為中國清朝武官官員，本籍陝西。行伍出身的陳國任於1698年（康熙37年）奉旨接替尚宣，於澎湖群島擔任澎湖水師協副將。而隸屬台灣鎮之下的此官職職等為正二品，是台灣清治時期的這階段，扼守台灣海峽的重要武將，並統帥兩標水營，數千名水師兵勇。
| 前任： 尚宣 | 澎湖水師協副將 1698年上任 | 繼任： 王三元 |